# غاريث سميث
غاريث سميث (20 يوليو 1966 في المملكة المتحدة - ) (بالإنجليزية: Gareth Smith)‏ هو لاعب كريكت بريطاني. لعب مع نادي وارويكشاير للكريكيت ‏ ونادي مقاطعة نورثامبتونشير للكريكت ‏ ونادي مقاطعة بيدفوردشير للكريكت ‏ وDurham Cricket Board ‏.